# Alberto Bagnai
Alberto Bagnai (Firenze, 10 dicembre 1962) è un economista e politico italiano, dal 13 ottobre 2022 deputato alla Camera per la Lega Salvini Premier, dopo essere stato senatore della Repubblica dal 23 marzo 2018 al 12 ottobre 2022.

## Biografia
Nato a Firenze, si trasferisce a Roma nel 1971, dove si è diplomato presso il Liceo classico statale Dante Alighieri e ha studiato economia presso il Dipartimento di Economia Pubblica (attuale Dipartimento di Economia e Diritto) dell'Università di Roma "La Sapienza", dove ha avuto come docenti Federico Caffè, Mario Arcelli, Giancarlo Gandolfo, Giorgio Rodano e Francesco Carlucci. Si è laureato in economia e commercio, all'età di 27 anni, nel 1989 con una tesi di econometria sulle "Procedure per la stima e verifica di ipotesi econometriche"; ha quindi discusso una tesi di dottorato di ricerca in Scienze economiche nel 1994 con una dissertazione sulla "Sostenibilità e percorsi dinamici del debito pubblico in Italia".
Nel 2005 diventa professore associato di politica economica presso la facoltà di economia dell'Università degli Studi "Gabriele d'Annunzio" di Chieti e Pescara. Dal 2012 è ricercatore associato al CREAM presso l'Università di Rouen in Francia e dal 2013 è membro del direttivo dell'International Network for Economic Research. Nello stesso anno ha costituito l'Associazione Italiana per lo Studio delle Asimmetrie Economiche, da lui inizialmente presieduta. È stato anche visiting fellow del Centre for Globalisation Research (CGR) della Queen Mary University di Londra.
Nel 2017 ha ottenuto l'abilitazione a docente ordinario.

## Attività di ricerca
Le ricerche di Bagnai sono concentrate sullo studio degli squilibri dei conti pubblici e di conti esteri nei paesi emergenti, nell'economia globale e nell'Eurozona, e più in generale sulle relazioni fra commercio internazionale e crescita. Ciò lo ha condotto a specializzarsi nell'analisi di scenari macroeconomici, attività che ha svolto anche nel quadro di progetti della Commissione Europea e di Progetti di Rilevante Interesse Nazionale (PRIN).

### L'associazione a/simmetrie
Bagnai ha promosso l’Associazione Italiana per lo Studio delle Asimmetrie Economiche (a/simmetrie), un progetto volto a valutare l'impatto dell'asimmetria delle regole europee sulla performance dell'economia italiana, e di cui è stato Presidente e in seguito membro del comitato scientifico una volta sostituito al vertice da Marcello Foa.

## Pensiero

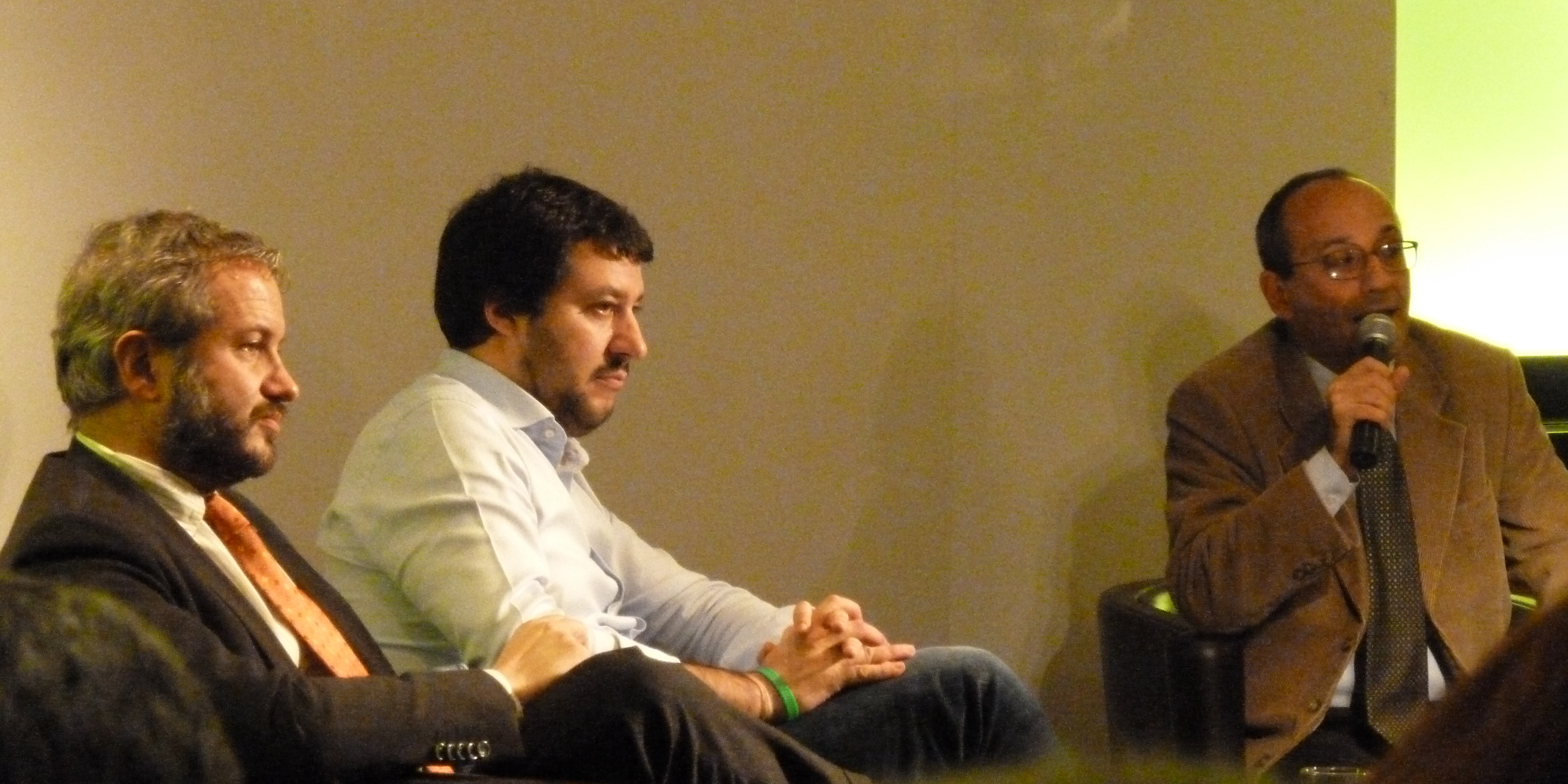
Bagnai assieme a Claudio Borghi e Matteo Salvini al No Euro Day di Milano (2013)

Di orientamento nettamente euroscettico e antimondialista, Bagnai si definisce un economista post-keynesiano ed aderisce alla visione ortodossa espressa da economisti come James Meade, Anthony Philip Thirlwall e Martin Feldstein, secondo la quale non esistono i presupposti strutturali perché l'Europa possa dotarsi di una moneta unica. In questo contesto e in forte polemica con altri economisti, sostiene che il principio della convergenza verso parametri rigidi, sancito dal Trattato di Maastricht, successivamente ripreso dal Patto di stabilità e crescita (PSC) nel 1997, sottoscritto dai paesi membri dell'Unione europea e ulteriormente ribadito nel 2012 con il Patto di bilancio europeo (noto anche come "fiscal compact"), è logicamente incompatibile con la condivisione di un progetto politico comune e quindi di un'Europa federale, presupposto per l'effettiva sostenibilità di una moneta unica europea, l'euro, in sostituzione delle rispettive valute nazionali.
Ritiene, sulla base di questo, che gli squilibri macroeconomici affermatisi nella zona euro negli ultimi quindici anni siano derivati non tanto da un problema di insostenibilità del debito pubblico, che negli anni antecedenti la crisi del 2008 era tenuto sotto controllo dai policy makers, quanto dall'eccessivo indebitamento estero da parte di famiglie e imprese, così come sostenuto dal vice governatore della Banca centrale europea Vítor Constâncio in un suo noto intervento del 2013.
Sul tema delle unioni valutarie, Bagnai in particolare ha portato avanti in Italia il lavoro dell'economista argentino Roberto Frenkel. Quest'ultimo, con riferimento alle dinamiche della dollarizzazione dell'Argentina e al successivo sganciamento di quest'ultima dall'unione valutaria con il dollaro nel 2001, ha elaborato un modello in sette passi (Ciclo di Frenkel) per spiegare quello che accade ai paesi più deboli quando, in mancanza di compensazione degli squilibri e in presenza di una forte liberalizzazione del mercato dei capitali, ancorano la loro valuta a una più forte.
Rifacendosi al pensiero di Nicholas Kaldor, Bagnai afferma che l'adesione all'euro, comprimendo le esportazioni dell'Italia, ha inciso negativamente sulla produttività dell'economia italiana. 
Nel 2013, Bagnai ha firmato, con politici ed economisti europei, quali Stefan Kawalec, Frits Bolkestein, Hans-Olaf Henkel, Costas Lapavitsas e Jacques Sapir, il Manifesto di Solidarietà Europea, che partendo dall'assunto dell'impossibilità di proseguire con il progetto di integrazione monetaria, ne suggerisce lo smantellamento partendo dalla secessione dei paesi più competitivi.

### Critiche
Le idee di Bagnai in tema di moneta unica sono contestate da economisti come Francesco Daveri, che vede la causa del declino della produttività italiana nelle modalità imperfette d'attuazione delle riforme del mercato del lavoro (un'ipotesi inizialmente avanzata da Robert J. Gordon).
Michele Boldrin dissente da Bagnai e ritiene che il declino dell'economia italiana più che alla moneta unica sia attribuibile in generale agli errori della classe politica.
Anche Emiliano Brancaccio contesta la validità dei modelli d'analisi e delle teorie di riferimento adottate da Bagnai, e in particolare dissente sulle previsioni positive circa la dinamica delle variabili monetarie in caso d'abbandono della moneta unica. Brancaccio in particolare sostiene che in caso di uscita dall'euro si dovrebbero introdurre significative limitazioni alla mobilità dei capitali con l'estero e indicizzazioni dei salari, per tutelare gli interessi dei lavoratori dipendenti che altrimenti sarebbero fortemente penalizzati dal rialzo dell'inflazione.

## Attività divulgativa

### Attività in rete
Dal gennaio 2010 espone la sua visione dell'economia e le sue idee di politica economica con interventi sui siti web sbilanciamoci.info e La Voce.
In seguito al rifiuto da parte de La Voce di pubblicare un suo articolo di critica alle politiche economiche di Mario Monti, Bagnai crea un proprio blog nel novembre 2011, Goofynomics
.

### Attività per i giornali e le televisioni nazionali
Interrotta la pubblicazione con La Voce, dal 2015 al 2018 collabora con Il Giornale e Il Fatto Quotidiano. Sul il Fatto Quotidiano è curatore del blog "Quelli che...", e su il Giornale si dedica al blog "Il clandestino".
Bagnai è spesso ospite di vari talk-show televisivi, fra cui Omnibus, Piazzapulita, Coffee Break, Porta a Porta e Servizio pubblico e per la testata TGcom24.

### Saggistica
Alberto Bagnai affianca alla sua produzione scientifica la scrittura di saggi d'economia destinati al grande pubblico e che hanno riscosso grande successo di vendite. Al suo primo libro a carattere divulgativo, Il tramonto dell'euro del 2012, è stato assegnato il Premio di Letteratura Economica e Finanziaria del Canova Club del 2013. Il libro è ritenuto un apripista del dibattito che ha cambiato la percezione sulla moneta unica nella popolazione italiana.
Alla fine del 2014 ha pubblicato un secondo saggio, L'Italia può farcela, stampato da Il Saggiatore, che in pochi mesi ha scalato le classifiche di vendita, risultando tra i libri di economia più venduti nel 2014.

### Goofy
Su impulso di Bagnai, dal 2012 l'associazione a/simmetrie organizza ogni anno in Abruzzo il convegno internazionale “Euro, mercati e democrazia”, noto informalmente come "Goofy", ritenuto anche un luogo di ritrovo della comunità on-line vicina allo stesso Bagnai. Il convegno è a pagamento e ha un numero di posti limitato.
Fra gli ospiti delle varie edizioni vi sono stati economisti (Sergio Cesaratto, Luciano Barra Caracciolo, Vladimiro Giacché, Jacques Sapir, Brigitte Grandville, Michele Boldrin e Luigi Zingales), politici (Matteo Salvini, Giorgia Meloni, Stefano Fassina, Gianni Cuperlo, Fausto Bertinotti, Guido Crosetto, Carlo Galli), filologi e saggisti (come Luciano Canfora), giornalisti (Marcello Foa e Daniele Capezzone) e anche l'attore Riccardo Scamarcio.

## Attività politica

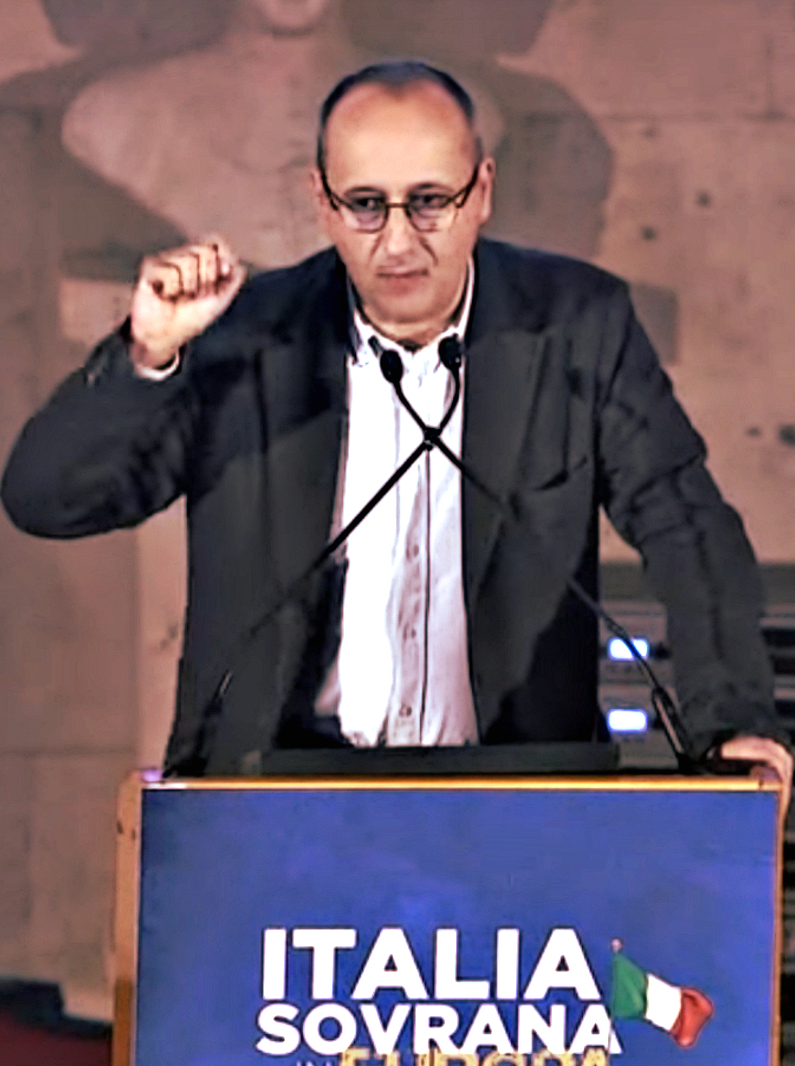
Alberto Bagnai al convegno di Italia Sovrana nel 2017

Definitosi come un populista di sinistra, Bagnai ha cercato interlocutori in ambito politico fin dall'inizio della sua attività divulgativa. Assieme a Claudio Borghi ha portato il tema delle disfunzionalità della moneta unica all'attenzione di politici quali Matteo Salvini, Guido Crosetto o Giorgia Meloni, nonché di forze politiche di vario orientamento e dimensioni, come Forza Italia, formazioni della sinistra comunista e monarchiche.
Il 12 settembre 2013 nell'aula dei Gruppi di Palazzo Montecitorio, fatta riservare dalla Lega, l'associazione Asimmetrie organizzò con l'Università di Pescara e la Link Campus University il convegno "L'Europa alla resa dei conti", un evento definito dal giornalista Jacopo Iacoboni "uno spartiacque e una prima prefigurazione della stagione sovranista al potere in Italia." A quell'evento parteciparono Bagnai con Claudio Borghi, Antonio Maria Rinaldi, Paolo Savona, Giuseppe Guarino e Vincenzo Scotti.
Il 4 dicembre 2013 Bagnai è stato ascoltato dalla Commissione Finanze della Camera dei Deputati sui temi di politica tributaria e del settore bancario in relazione all'euro, alla vigilia del semestre di presidenza italiana dell'Unione europea.
Il 23 gennaio 2018 viene annunciata la sua candidatura alle elezioni politiche di quell'anno al Senato della Repubblica in Toscana, in Abruzzo e nel Lazio nelle liste della Lega e nel collegio uninominale Toscana 1 - 01 (Firenze) per il centrodestra. All'uninominale ottiene il 24,64% ed è sconfitto dall'ex presidente Matteo Renzi del centrosinistra (43,90%), ma risulta eletto da capolista nel collegio plurinominale Abruzzo - 01.
Il 21 giugno 2018 viene eletto Presidente della 6ª Commissione permanente Finanze del Senato. Gli subentra dal 29 luglio 2020 Luciano D'Alfonso.
Nell'estate 2020 subentra a Claudio Borghi come responsabile del "dipartimento economia" della Lega.
Alle elezioni politiche del 2022 viene candidato alla Camera dei Deputati nel collegio uninominale di Chieti per la coalizione di centrodestra (in quota Lega), venendo eletto con il 45,90% dei voti davanti a Elisabetta Merlino del centrosinistra (22,11%) e a Carmela Grippa del Movimento 5 Stelle (20,44%).
Diventa poi vicepresidente del gruppo alla Camera e a settembre 2023 è eletto presidente della Commissione parlamentare di controllo sull'attività degli enti gestori di forme obbligatorie di previdenza e assistenza sociale ("Bicamerale Enti di previdenza")

## Produzione musicale
Bagnai è anche musicista, avendo conseguito il diploma accademico di primo livello in “Maestro al cembalo” nel 2008 presso il Conservatorio di Musica "Santa Cecilia" di Roma e nel 2010 quello di secondo livello in "Flauto dolce” presso il Conservatorio Luisa D'Annunzio di Pescara. Suona il clavicembalo in diverse ensemble e orchestre barocche (Collegium Pro Musica, Accademia Ottoboni, Musica Antiqua Latina) e fa parte delle associazioni culturali Musica Perduta e Coro e Orchestra della Cappella Ludovicea. Partecipa a rassegne musicali in Italia e all'estero, di cui fanno parte – tra le più recenti – il Festival Barocco di San Gimignano del 2009, 2010,2011,2015 e 2013; la rassegna “Segni barocchi” di Foligno del 2011, 2012 e 2014 e i concerti “Musique et mémoire” di Luxeuil-les-Bains (Francia) del 2013 e 2014.
Con l'ensemble Musica Perduta ha inciso le sonate per violoncello di Francesco Maria Zuccari (Brilliant Classics, 94306) e alcune cantate inedite di Georg Friedrich Händel (Brilliant Classics, 94426) e di Giovanni Battista Pergolesi (Brilliant Classics, 94763).

## Pubblicazioni

### Libri
- Alberto Bagnai, Modelli empirici di aggiustamento e crescita – Appunti per un corso di macroeconomia dello sviluppo, Roma, Aracne, 2005, ISBN 88-548-0097-X.*
- Alberto Bagnai, La crescita della Cina – Scenari e implicazioni per altri poli dell’economia globale, Mongeau Ospina, Milano, Franco Angeli, 2010, ISBN 978-88-568-1737-9.
- Alberto Bagnai, Il tramonto dell’euro, Reggio Emilia, Imprimatur, 2012, ISBN 978-88-97949-28-2.
- Alberto Bagnai, L’Italia può farcela, Milano, Il Saggiatore, 2014, ISBN 88-428-2048-2.

### Altre pubblicazioni
- Bagnai, A., Manzocchi, S., Current-account reversals in developing countries: the role of fundamentals, in Open Economies Review, n. 10, 1999,  pp. 143-163.
- Bagnai, A., Manzocchi, S., Current-account reversals in developing countries: a perspective on Asian crisis, in International Journal of Development Planning Literature, n. 14, 1999.
- Bagnai, A., Manzocchi, S., Unit root tests of capital mobility in the less developed countries, in Weltwirtschaftliches Archiv, n. 132, 1996,  pp. 544-557.
- Bagnai, A., Carlucci, F., An aggregate model for the European Union, in Economic Modelling, n. 20, 2003,  pp. 623-649.
- Bagnai, A., Structural breaks and the twin deficits hypothesis, in International Economics and Economic Policy, n. 3, 2006,  pp. 137-155.
- Bagnai, A., Carlucci, F., Schiattarella, R., Tancioni, M., FGB-STEP: un modello di simulazione per l’analisi del mercato del lavoro, in Economia&Lavoro, n. 3, 2006,  pp. 123-149.
- Bagnai, A., Carlucci, F., Schiattarella, R., Tancioni, M., Il modello FGB-STEP in prospettiva comparativa, in Economia&Lavoro, n. 1, 2007,  pp. 193-196.
- Bagnai, A., The role of China in global external imbalances, in China Economic Review, n. 20, 2009,  pp. 508-526.
- Bagnai, A., Structural breaks, cointegration, and the empirics of Thirlwall’s law, in Applied Economics, n. 42, 2010,  pp. 1315-1329.
- Bagnai, A., Twin deficits in CEEC economies: evidence from panel unit root tests, in Economics Bulletin, n. 30, 2010,  pp. 1071-1081.
- Bagnai, A., Crisi finanziaria e governo dell'economia, in Costituzionalismo.it, 2011. URL consultato il 20 febbraio 2015 (archiviato dall'url originale il 13 febbraio 2015).
- Bagnai, A., Sarra, A., Small business industrial clusters in China and Italy, in China Economic Review, vol. 23, 2012,  pp. 591-592, DOI:10.1016/j.chieco.2012.05.003.
- Bagnai, A., Introduction to the symposium: The euro, manage it or leave it!, in Comparative Economic Studies, n. 55, 2013,  pp. 381-386, DOI:10.1057/ces.2013.23.
- Bagnai, A. Mongeau Ospina, C.A., Long- and short-run asymmetries and hysteresis in the Italian gasoline market, in Energy Policy, n. 78, 2015,  pp. 41-50, DOI:10.1016/j.enpol.2014.12.017.